# Контюг
Контюг — река в России, протекает по Кичменгско-Городецкому и Великоустюгскому районам Вологодской области. Устье реки находится в 71 км от устья Стрельны по левому берегу. Длина реки составляет 16 км. В 3 км от устья впадает левый приток Котлянка.
Исток реки находится в Кичменгско-Городецком районе в 44 км к юго-востоку от посёлка Полдарса (центра Опокского сельского поселения). Первые километры течёт по Кичменгско-Городецкому району, остальное течение — в Великоустюгском районе. Течёт по ненаселённому лесу на север. Русло — извилистое. Крупнейшие притоки — Большой Контюг (левый), Малый Контюг (правый), Котлянка (левый). Населённых пунктов на берегах нет.

## Данные водного реестра
По данным государственного водного реестра России относится к Двинско-Печорскому бассейновому округу, водохозяйственный участок реки — Северная Двина от начала реки до впадения реки Вычегда, без рек Юг и Сухона (от истока до Кубенского гидроузла), речной подбассейн реки — Сухона. Речной бассейн реки — Северная Двина.
Код объекта в государственном водном реестре — 03020100312103000009562.